# Betula sargentii
Betula sargentii är en björkväxtart som beskrevs av Dugle. Betula sargentii ingår i släktet björkar, och familjen björkväxter. Inga underarter finns listade.